# Arrondissement Lesparre-Médoc
Arrondissement Lesparre-Médoc je francouzský arrondissement ležící v departementu Gironde v regionu Nová Akvitánie. Člení se dále na 5 kantonů a 51 obcí.

## Kantony do 2014
- Castelnau-de-Médoc (od 2006)
- Lesparre-Médoc
- Pauillac
- Saint-Laurent-Médoc
- Saint-Vivien-de-Médoc